# Горбановка (Харьковская область)
Горбановка (укр. Горбанівка), село, 
Дмитровский сельский совет,
Богодуховский район,
Харьковская область.
Код КОАТУУ — 6320882003. Население по переписи 2001 г. составляет 16 (5/11 м/ж) человек.

## Географическое положение
Село Горбановка находится на правом берегу реки Рябинка. На реке в 1-м км ниже по течению плотина, которая образует Матвеевское водохранилище. Ниже по течению примыкает село Матвеевка, выше по течению — село Леськовка. На противоположном берегу село Дмитровка.

## История
- 1786 - дата основания.